# Аликола Мирза Каджар
Аликола Мирза Каджар Этезад ас-Салтане перс. علیقلی میرزا اعتضاد السلطنه‎ (1819 – 1880 гг.) — персидский политик, писатель, ученый и педагог, происходивший из рода Каджаров. За свои заслуги получил почетный титул اعتضاد السلطنه Этезад ас-Салтане, что в переводе означает «Помощник Государства».

## Биография
Был пятьдесят четвертым сыном Фетх Али шаха Каджара и приходился родным дядей Мохаммад-шаху.
Уже в молодом возрасте поступил на государственную службу. Он был увлечен западными идеями Просвещения и, напряженно работая, пытался реализовать их в своей стране. Во время своей работы в Дар ул-Фунун, Этезад ас-Салтане был её руководителем и долгое время играл ключевую роль в руководстве медресе. Не отрываясь от руководства академией, в 1855 году он стал вазиром недавно основанного Министерства Науки Ирана, прослужив на этой должности 22 года.
Кроме руководства академией, в разное время занимал множество других должностей. Так, он служил в министерстве промышленности и торговли, министерстве горной промышленности, министерствах телеграфирования и государственной печати, а также занимал должности  фармандара шахрестанов Мелайера и Туйсеркан.
Аликола Мирза являлся автором многочисленных книг  по огромному множеству тем, от истории до астрономии. Наиболее важная из которых являлась компиляцией собственноручно переведенных на персидский язык научных работ Исаака Ньютона. Кроме того, он участвовал в создании библиотеки и читального зала в медресе Сепахдар ; свою же личную библиотеку в 1863 году передал академии Дар ул-Фунун. Этезад ас-Салтане руководил строительством первой телеграфной линии, протянутой от Тегерана до Зенджана, и затем от Зенджана до Тебриза.
Этезад ас-Салтане был членом персо-французской группы переводчиков, работавшей над персидским изданием «Рассуждение о методе» Рене Декарта, которое было опубликовано в 1862 году при поддержке министерства науки. Во введении книги переводчики кратко перечислили практически основные естественнонаучные концепции западной науки, в том числе идеи Ньютона. Кроме того, Аликола Мирза был главным редактором Государственной газеты, Газеты провинций Ирана и Газеты министерства науки Ирана.
Занимался государственной деятельностью до самой своей смерти в 1880 году.